# Prosity
Prosity est un village polonais de la voïvodie de Varmie-Mazurie, dans le powiat de Bartoszyce.

## Histoire
De 1818 à 1945, Prossitten fait partie de l'arrondissement de Rößel (de) dans la province de Prusse-Orientale.